# Hubert Furuguta
 Hubert Furuguta Mukasa, né à Bukavu le 23 mars 1970, est un homme politique de la République démocratique du Congo et député national, élu de la circonscription de Goma dans la province du Nord-Kivu,,,.

## Biographie
Hubert Furuguta Mukasa est né à Bukavu le 23 mars 1970. (Son père Furuguta Mwene Na Nindja , est issue de la famille royale de la chefferie de Nindja dans le territoire de Kabare au Sud-Kivu et  fut directeur d'écoles primaires) élu député national dans la circonscription électorale de Goma dans la province du Nord-Kivu, il est membre du parti politique Union nationale congolaise (UNC).

## Parcours politique
Hubert Furuguta Mukasa est élu député provincial en 2019 et réélu pour un second mandat en 2024. Membre du groupe parlementaire Action des Alliés et Union pour la Nation Congolaise (AA-UNC), il se distingue par son engagement à promouvoir la paix et la sécurité, ainsi que son rôle actif dans la législation de son pays.

## Contributions législatives
Hubert Furuguta Mukasa a initié et soutenu plusieurs projets de loi au cours de son mandat. Voici quelques-unes des lois et propositions auxquelles il a pris part:
- Projet de loi autorisant la prorogation de l'état de siège pour plusieurs fois consécutives sur une partie du territoire de la RDC.
- Projet de loi relatif à l'impôt sur les sociétés et à l'impôt sur le revenu des personnes physiques.
- Proposition de loi modifiant et complétant la loi électorale et les principes fondamentaux relatifs à l’organisation de la santé publique.
- Projet de loi autorisant la ratification d’accords de financement avec des institutions internationales pour des projets de développement agricole, énergétique et d’infrastructures.
- Proposition de loi visant à renforcer les mesures de prévention et de répression de la traite des personnes en RDC.

Son engagement pour la ratification d’accords internationaux de financement est également notable, en particulier ceux concernant des projets de développement économique et de sécurité dans les zones fragiles de la RDC.